# Campeonato de Invierno 2014 (Costa Rica)
El Campeonato de Invierno 2014 fue el 103.er campeonato, inició la temporada 2014/15 de la Primera División de Costa Rica, organizado por la FPD (Fútbol de Primera División Costa Rica) y patrocinado por la Junta de Protección Social (JPS). La novedad más destacada es el debut en la primera división del AS Puma Generaleña, el cual nunca había jugado. 
La Liga Deportiva Alajuelense logró hasta ese entonces el mayor récord de puntos en torneos cortos con 53, récord que rompió el Club Sport Herediano con 54 puntos en el Apertura 2017 y nuevamente roto por el Deportivo Saprissa en el Apertura 2023 con 55.
El equipo Deportivo Saprissa se proclamó bicampeón y logró su título número 31 (récord).

## Equipos participantes

### Ascenso y descenso
| Pos | del Verano 2014        |
| --- | ---------------------- |
| 12º | Puntarenas Fútbol Club |

| Pos | de la Clausura 2014 |
| --- | ------------------- |
| 1º  | AS Puma Generaleña  |

### Equipos, entrenadores y estadios
| Provincia                                     | Club                      | Ciudad              | Entrenador               | Estadio                        | Aforo  | Marca        | Socio de TV |
| --------------------------------------------- | ------------------------- | ------------------- | ------------------------ | ------------------------------ | ------ | ------------ | ----------- |
| San José                                      | Deportivo Saprissa        | San José            | Jeaustin Campos          | Ricardo Saprissa               | 23.000 | Kappa        | Teletica    |
| San José                                      | Pérez Zeledón             | Pérez Zeledón       | Daniel Casas             | Estadio Municipal              | 7.000  | Textiles JB  | Teletica    |
| San José                                      | Uruguay de Coronado       | Vázquez de Coronado | Carlos Watson            | El Labrador                    | 4.005  | Sportek      | Repretel    |
| San José                                      | Universidad de Costa Rica | Sabanilla           | José Giaccone            | Estadio Ecológico              | 3.500  | Sportek      | Repretel    |
| San José                                      | AS Puma Generaleña        | Pérez Zeledón       | Marvin Solano            | José Joaquín "Coyella" Fonseca | 1.000  | Textiles JB  | Teletica    |
| Alajuela                                      | Alajuelense               | Alajuela            | Óscar Ramírez            | Alejandro Morera Soto          | 19.000 | Puma         | Repretel    |
| Alajuela                                      | Carmelita                 | El Carmen           | Guilherme Farinha        | Alejandro Morera Soto          | 19.000 | Sportek      | Extra TV42  |
| Heredia                                       | Herediano                 | Heredia             | Mauricio Wright          | Rosabal Cordero                | 8.700  | Umbro        | Repretel    |
| Heredia                                       | Bélen Bridgestone FC      | Belén               | Briance Camacho          | Carlos Alvarado                | 2.000  | Monarca      | Repretel    |
| Limón                                         | Limón FC                  | Limón               | Kenneth Barrantes        | Juan Gobán                     | 4.500  | Sportek      | Teletica    |
| Limón                                         | Santos de Guápiles        | Guapíles            | Enrique Maximiliano Meza | Ebal Rodríguez                 | 6.000  | Silver Sport | Extra TV42  |
| Cartago                                       | Cartaginés                | Cartago             | Claudio Fabian Ciccia    | José Rafael "Fello" Meza       | 15.000 | Lotto        | Teletica    |
| Datos actualizados a: 3 de noviembre de 2014. |                           |                     |                          |                                |        |              |             |

### Cambios de entrenadores
| Equipo         | Entrenador (jornadas)                                            |
| -------------- | ---------------------------------------------------------------- |
| C.S. Herediano | César Eduardo Méndez (1-2) Jafet Soto (3-22)                     |
| Limón FC       | Rónald Gómez (1-4) Kenneth Barrantes* (5-22)                     |
| Pérez Zeledón  | Marvin Solano (1-8) Víctor Abelenda* (9-16) Daniel Casas (17-22) |
| AS Puma        | Edgar Carvajal (1-9) Mario Carrera* (10-21) Marvin Solano (22)   |
| Saprissa       | Ronald González (1-11) Jeaustin Campos (12-22)                   |
| Cartaginés     | Mauricio Wright (1-16) Claudio Fabián Ciccia (17-22)             |

.* Interino

## Estadios Utilizados
| Foto de Estadio | Nombre de Estadio                           | Capacidad | Ubicación                          | Club                            |
| --------------- | ------------------------------------------- | --------- | ---------------------------------- | ------------------------------- |
|                 | Estadio Nacional de Costa Rica              | 36.000    | Sabana, San José                   | Varios                          |
|                 | Estadio Ricardo Saprissa Aymá               | 21.000    | San Juan de Tibás, San José        | Deportivo Saprissa              |
|                 | Estadio Municipal                           | 7.000     | Pérez Zeledón, San José            | Pérez Zeledón                   |
|                 | Estadio El Labrador                         | 4.005     | Vázquez de Coronado, San José      | C.S. Uruguay de Coronado        |
|                 | Estadio Ecológico                           | 3.500     | Sabanilla, Montes de Oca, San José | Club de Fútbol UCR              |
|                 | Estadio José Joaquín "Coyella" Fonseca      | 1.000     | Guadalupe, San José                | AS Puma Generaleña              |
|                 | Estadio Alejandro Morera Soto               | 19.000    | Alajuela, Alajuela                 | L.D. Alajuelense A.D. Carmelita |
|                 | Estadio Eladio Rosabal Cordero              | 8.700     | Heredia, Ciudad de Heredia         | C.S. Herediano                  |
|                 | Estadio Carlos Alvarado                     | 2.000     | Santa Bárbara, Heredia             | Belén Bridgestone FC            |
|                 | Estadio Juan Gobán                          | 4.500     | Limón                              | Limón F.C.                      |
|                 | Estadio Ebal Rodríguez Aguilar              | 6.000     | Pococí, Limón                      | Santos de Guápiles              |
|                 | Estadio José Rafael "Fello" Meza Ivancovich | 15.000    | Cartago, Cartago                   | C.S. Cartaginés                 |

## Formato
Como en temporadas precedentes, constará de un grupo único integrado por 12 clubes de toda la geografía costarricense. Siguiendo un sistema de liga, los 12 equipos se enfrentaran todos contra todos en dos ocasiones —una en campo propio y otra en campo contrario— sumando un total de 22 jornadas. El orden de los encuentros se decidirá por sorteo antes de empezar la competición.
La clasificación final se establecerá con arreglo a los puntos obtenidos en cada enfrentamiento, a razón de tres por partido ganado, uno por empatado y ninguno en caso de derrota.
Al finalizar la temporada regular, los equipos ubicados en los primeros cuatro puestos clasificarán a una fase de semifinales, en la que se enfrentarán el 1° contra el 4° y el 2° contra el 3° en partidos de ida y vuelta, jugándose la vuelta en casa del equipo mejor clasificado.
Los ganadores de las semifinales jugarán la final, de igual forma en partidos de ida y vuelta cerrando en casa del mejor clasificado, el ganador tendrá un puesto en la Concacaf Liga Campeones 2015-16.

## Clasificación

### Tabla de posiciones
Tabla de posiciones de la FPD, * Datos según la página oficial de la competición.
|  |     | Equipos                   |  | PJ | G  | E | P  | GF | GC | Dif | Pts |
|  | --- | ------------------------- |  | -- | -- | - | -- | -- | -- | --- | --- |
|  | 1.  | LD Alajuelense            |  | 22 | 17 | 2 | 3  | 38 | 15 | +23 | 53  |
|  | 2.  | CS Herediano              |  | 22 | 14 | 4 | 4  | 45 | 19 | +26 | 46  |
|  | 3.  | CS Cartaginés             |  | 22 | 13 | 3 | 6  | 29 | 19 | +10 | 42  |
|  | 4.  | Deportivo Saprissa        |  | 22 | 13 | 2 | 7  | 39 | 28 | +11 | 41  |
|  | 5.  | Universidad de Costa Rica |  | 22 | 9  | 8 | 5  | 30 | 21 | +9  | 35  |
|  | 6.  | Municipal Pérez Zeledón   |  | 22 | 8  | 5 | 9  | 34 | 38 | -4  | 29  |
|  | 7.  | AD Carmelita              |  | 22 | 7  | 6 | 9  | 22 | 26 | -4  | 27  |
|  | 8.  | Belén FC                  |  | 22 | 6  | 8 | 8  | 28 | 31 | -3  | 26  |
|  | 9.  | Santos de Guápiles        |  | 22 | 8  | 2 | 12 | 29 | 34 | -5  | 26  |
|  | 10. | Limón FC                  |  | 22 | 4  | 4 | 14 | 19 | 33 | -14 | 16  |
|  | 11. | Uruguay de Coronado       |  | 22 | 4  | 4 | 14 | 17 | 41 | -24 | 16  |
|  | 12. | AS Puma Generaleña        |  | 22 | 3  | 4 | 15 | 21 | 46 | -25 | 13  |

|  |                       |
|  | Zona de Clasificación |

|  |                                |
|  | Descenso a la Segunda División |

### Evolución de la Clasificación
| Equipo / Jornada        | 01 | 02 | 03 | 04 | 05 | 06 | 07 | 08 | 09 | 10 | 11 | 12 | 13 | 14 | 15 | 16 | 17 | 18 | 19 | 20 | 21 | 22 |
| ----------------------- | -- | -- | -- | -- | -- | -- | -- | -- | -- | -- | -- | -- | -- | -- | -- | -- | -- | -- | -- | -- | -- | -- |
| LD Alajuelense          | 5  | 4  | 5  | 5  | 5  | 5  | 5  | 6  | 3  | 4  | 3  | 3  | 1  | 1  | 1  | 1  | 1  | 1  | 1  | 1  | 1  | 1  |
| CS Herediano            | 7  | 8  | 8  | 8  | 10 | 12 | 12 | 12 | 12 | 12 | 10 | 8  | 6  | 7  | 8  | 5  | 5  | 4  | 3  | 3  | 2  | 2  |
| CS Cartaginés           | 2  | 3  | 2  | 4  | 3  | 2  | 2  | 2  | 2  | 2  | 2  | 2  | 3  | 4  | 4  | 4  | 4  | 5  | 5  | 5  | 5  | 3  |
| Deportivo Saprissa      | 1  | 1  | 1  | 1  | 1  | 4  | 4  | 3  | 5  | 5  | 7  | 4  | 4  | 3  | 3  | 3  | 2  | 2  | 2  | 2  | 3  | 4  |
| Universidad de CR       | 4  | 2  | 3  | 3  | 2  | 1  | 1  | 1  | 1  | 1  | 1  | 1  | 2  | 2  | 2  | 2  | 3  | 3  | 4  | 4  | 4  | 5  |
| Municipal Pérez Zeledón | 8  | 6  | 6  | 7  | 6  | 6  | 9  | 8  | 7  | 7  | 4  | 6  | 8  | 5  | 6  | 7  | 8  | 8  | 7  | 6  | 6  | 6  |
| AD Carmelita            | 3  | 5  | 4  | 2  | 4  | 3  | 3  | 4  | 6  | 6  | 5  | 5  | 7  | 8  | 5  | 6  | 6  | 6  | 8  | 8  | 7  | 7  |
| Belén FC                | 6  | 9  | 9  | 9  | 11 | 9  | 10 | 11 | 10 | 10 | 11 | 10 | 11 | 10 | 11 | 10 | 10 | 9  | 9  | 9  | 9  | 8  |
| Santos de Guápiles      | 9  | 7  | 7  | 6  | 7  | 7  | 6  | 5  | 4  | 3  | 6  | 7  | 5  | 6  | 7  | 8  | 7  | 7  | 6  | 7  | 8  | 9  |
| Limón FC                | 12 | 10 | 10 | 10 | 8  | 8  | 7  | 7  | 8  | 8  | 8  | 9  | 9  | 11 | 9  | 9  | 9  | 10 | 10 | 10 | 10 | 10 |
| CS Uruguay de Coronado  | 11 | 12 | 12 | 12 | 12 | 11 | 11 | 10 | 11 | 11 | 12 | 12 | 12 | 12 | 12 | 12 | 12 | 12 | 12 | 12 | 12 | 11 |
| AS Puma Generaleña      | 10 | 11 | 11 | 11 | 9  | 10 | 8  | 9  | 9  | 9  | 9  | 11 | 10 | 9  | 10 | 11 | 11 | 11 | 11 | 11 | 11 | 12 |

## Resultados
Detalle de las Jornadas en la página oficial de la competición

### Resumen de las Jornadas
| Local / Visita            | ADC   | BEL   | CSC   | CSH   | CSU   | SAP   | LDA   | LFC   | PZ    | ASP   | SG    | UCR   |
| ------------------------- | ----- | ----- | ----- | ----- | ----- | ----- | ----- | ----- | ----- | ----- | ----- | ----- |
| AD Carmelita              |       | 2 - 0 | 1 - 1 | 0 - 1 | 2 - 0 | 1 - 0 | 0 - 2 | 2 - 0 | 1 - 2 | 3 - 2 | 0 - 3 | 0 - 3 |
| Belén FC                  | 1 - 4 |       | 0 - 1 | 2 - 2 | 4 - 2 | 4 - 3 | 2 - 0 | 1 - 0 | 0 - 0 | 3 - 1 | 1 - 1 | 1 - 1 |
| CS Cartaginés             | 1 - 2 | 2 - 0 |       | 4 - 2 | 3 - 1 | 1 - 0 | 0 - 2 | 1 - 0 | 1 - 0 | 2 - 1 | 1 - 0 | 0 - 0 |
| CS Herediano              | 2 - 0 | 1 - 1 | 1 - 0 |       | 6 - 2 | 3 - 2 | 1 - 0 | 3 - 0 | 5 - 1 | 5 - 1 | 2 - 0 | 0 - 0 |
| CS Uruguay de Coronado    | 0 - 0 | 1 - 0 | 0 - 1 | 0 - 1 |       | 1 - 1 | 0 - 2 | 1 - 1 | 1 - 0 | 1 - 0 | 0 - 2 | 2 - 1 |
| Dep. Saprissa             | 2 - 1 | 2 - 1 | 1 - 2 | 1 - 0 | 2 - 1 |       | 0 - 2 | 2 - 0 | 4 - 1 | 4 - 2 | 3 - 2 | 3 - 1 |
| LD Alajuelense            | 2 - 0 | 2 - 2 | 2 - 1 | 1 - 0 | 3 - 0 | 0 - 2 |       | 2 - 1 | 2 - 1 | 5 - 0 | 1 - 0 | 2 - 1 |
| Limón FC                  | 0 - 0 | 2 - 1 | 2 - 4 | 1 - 4 | 1 - 1 | 2 - 3 | 0 - 1 |       | 1 - 2 | 0 - 1 | 3 - 1 | 2 - 0 |
| Municipal Pérez Zeledón   | 1 - 1 | 1 - 1 | 1 - 0 | 2 - 1 | 4 - 2 | 1 - 1 | 2 - 3 | 2 - 1 |       | 2 - 1 | 6 - 4 | 2 - 3 |
| AS Puma Generaleña        | 1 - 1 | 0 - 0 | 0 - 1 | 1 - 4 | 2 - 1 | 0 - 2 | 1 - 2 | 0 - 0 | 1 - 0 |       | 1 - 2 | 3 - 3 |
| Santos de Guápiles        | 2 - 1 | 1 - 2 | 2 - 1 | 0 - 1 | 2 - 0 | 0 - 1 | 1 - 2 | 0 - 2 | 2 - 2 | 2 - 1 |       | 2 - 1 |
| Universidad de Costa Rica | 0 - 0 | 2 - 1 | 1 - 1 | 0 - 0 | 3 - 0 | 2 - 0 | 0 - 0 | 1 - 0 | 2 - 1 | 3 - 1 | 2 - 0 |       |

|  |                |
|  | Victoria Local |

|  |        |
|  | Empate |

|  |                    |
|  | Victoria Visitante |

### Fase de Clasificación
| AD Carmelita            | 2 - 0 | Limón FC                  | Estadio Morera Soto     | 15 de agosto | ExtraTV42 |
| CS Herediano            | 1 - 1 | Belén FC                  | Estadio Rosabal Cordero | 16 de agosto | Repretel  |
| Municipal Pérez Zeledón | 2 - 3 | Universidad de Costa Rica | Estadio Municipal       | 17 de agosto | Teletica  |
| Deportivo Saprissa      | 4 - 2 | AS Puma Generaleña        | Estadio Nacional        | 17 de agosto | Teletica  |
| CS Cartaginés           | 3 - 1 | CS Uruguay de Coronado    | Estadio Fello Meza      | 17 de agosto | Teletica  |
| LD Alajuelense          | 1 - 0 | Santos de Guápiles        | Estadio Morera Soto     | 17 de agosto | Repretel  |

| Universidad de Costa Rica | 3 - 1 | AS Puma Generaleña | Estadio Ecológico              | 22 de agosto | Repretel  |
| Santos de Guápiles        | 2 - 1 | AD Carmelita       | Estadio Ebal Rodríguez         | 23 de agosto | ExtraTV42 |
| Municipal Pérez Zeledón   | 2 - 1 | CS Herediano       | Estadio Municipal              | 24 de agosto | Teletica  |
| Belén FC                  | 0 - 1 | CS Cartaginés      | Estadio Polideportivo de Belén | 24 de agosto | Repretel  |
| Limón FC                  | 2 - 3 | Deportivo Saprissa | Estadio Juan Gobán             | 24 de agosto | Repretel  |
| CS Uruguay de Coronado    | 0 - 2 | LD Alajuelense     | Estadio Rosabal Cordero        | 24 de agosto | Repretel  |

| Deportivo Saprissa | 3 - 2 | Santos de Guápiles        | Estadio Coyella Fonseca | 20 de agosto     | Teletica  |
| AD Carmelita       | 2 - 0 | CS Uruguay de Coronado    | Estadio Morera Soto     | 27 de agosto     | ExtraTV42 |
| AS Puma Generaleña | 0 - 0 | Limón FC                  | Estadio Fello Meza      | 28 de agosto     | Teletica  |
| CS Cartaginés      | 1 - 0 | Municipal Pérez Zeledón   | Estadio Fello Meza      | 31 de agosto     | Teletica  |
| LD Alajuelense     | 2 - 2 | Belén FC                  | Estadio Morera Soto     | 17 de septiembre | Repretel  |
| CS Herediano       | 0 - 0 | Universidad de Costa Rica | Estadio Rosabal Cordero | 30 de septiembre | Repretel  |

| Santos de Guápiles        | 2 - 1 | AS Puma Generaleña | Estadio Ebal Rodríguez  | 30 de agosto  | ExtraTV42 |
| Belén FC                  | 1 - 4 | AD Carmelita       | Estadio Carlos Alvarado | 31 de agosto  | Repretel  |
| Universidad de Costa Rica | 1 - 0 | Limón FC           | Estadio Ecológico       | 31 de agosto  | Repretel  |
| CS Uruguay de Coronado    | 1 - 1 | Deportivo Saprissa | Estadio El Labrador     | 31 de agosto  | Repretel  |
| Municipal Pérez Zeledón   | 2 - 3 | LD Alajuelense     | Estadio Municipal       | 8 de octubre  | Teletica  |
| CS Herediano              | 1 - 0 | CS Cartaginés      | Estadio Rosabal Cordero | 11 de octubre | Repretel  |

| AD Carmelita       | 1 - 2 | Municipal Pérez Zeledón   | Estadio Morera Soto      | 3 de septiembre | ExtraTV42 |
| CS Cartaginés      | 0 - 0 | Universidad de Costa Rica | Estadio Fello Meza       | 3 de septiembre | Teletica  |
| Limón FC           | 3 - 1 | Santos de Guápiles        | Estadio Juan Gobán       | 3 de septiembre | Repretel  |
| AS Puma Generaleña | 2 - 1 | CS Uruguay de Coronado    | Estadio Coyella Fonseca  | 3 de septiembre | Teletica  |
| LD Alajuelense     | 1 - 0 | CS Herediano              | Estadio Morera Soto      | 5 de noviembre  | Repretel  |
| Deportivo Saprissa | 2 - 1 | Belén FC                  | Estadio Ricardo Saprissa | 8 de octubre    | Teletica  |

| Universidad de Costa Rica | 2 - 0 | Santos de Guápiles | Estadio Ecológico       | 7 de septiembre | Repretel |
| Belén FC                  | 3 - 1 | AS Puma Generaleña | Estadio Carlos Alvarado | 7 de septiembre | Repretel |
| CS Uruguay de Coronado    | 1 - 1 | Limón FC           | Estadio El Labrador     | 7 de septiembre | Repretel |
| Municipal Pérez Zeledón   | 1 - 1 | Deportivo Saprissa | Estadio Municipal       | 5 de noviembre  | Teletica |
| CS Herediano              | 2 - 0 | AD Carmelita       | Estadio Rosabal Cordero | 19 de noviembre | Repretel |
| CS Cartaginés             | 0 - 2 | LD Alajuelense     | Estadio Fello Meza      | 19 de noviembre | Teletica |

| AD Carmelita       | 1 - 1 | CS Cartaginés             | Estadio Morera Soto      | 7 de septiembre  | ExtraTV42 |
| LD Alajuelense     | 2 - 1 | Universidad de Costa Rica | Estadio Morera Soto      | 10 de septiembre | Repretel  |
| Limón FC           | 2 - 1 | Belén FC                  | Estadio Juan Gobán       | 10 de septiembre | Repretel  |
| AS Puma Generaleña | 1 - 0 | P. Zeledón                | Estadio Fello Meza       | 10 de septiembre | Teletica  |
| Santos de Guápiles | 2 - 0 | CS Uruguay                | Estadio Ebal Rodríguez   | 10 de septiembre | ExtraTV42 |
| Deportivo Saprissa | 1 - 0 | CS Herediano              | Estadio Ricardo Saprissa | 22 de noviembre  | Teletica  |

| CS Uruguay de Coronado | 1 - 0 | Belén FC                  | Estadio El Labrador      | 14 de septiembre | Repretel  |
| AS Puma Generaleña     | 0 - 1 | CS Cartaginés             | Estadio Fello Meza       | 14 de septiembre | Teletica  |
| Santos de Guápiles     | 2 - 2 | Municipal Pérez Zeledón   | Estadio Ebal Rodríguez   | 14 de septiembre | ExtraTV42 |
| AD Carmelita           | 0 - 3 | Universidad de Costa Rica | Estadio Morera Soto      | 15 de septiembre | ExtraTV42 |
| Deportivo Saprissa     | 0 - 2 | LD Alajuelense            | Estadio Ricardo Saprissa | 1 de octubre     | Teletica  |
| Limón FC               | 1 - 4 | CS Herediano              | Estadio Rosabal Cordero  | 26 de noviembre  | Repretel  |

| LD Alajuelense            | 2 - 0 | AD Carmelita           | Estadio Morera Soto     | 20 de septiembre | Repretel |
| Universidad de Costa Rica | 3 - 0 | CS Uruguay de Coronado | Estadio Ecológico       | 21 de septiembre | Repretel |
| Municipal Pérez Zeledón   | 2 - 1 | Limón FC               | Estadio Municipal       | 21 de septiembre | Teletica |
| Belén FC                  | 1 - 1 | Santos de Guápiles     | Estadio Carlos Alvarado | 21 de septiembre | Repretel |
| CS Herediano              | 5 - 1 | AS Puma Generaleña     | Estadio Rosabal Cordero | 21 de septiembre | Repretel |
| CS Cartaginés             | 1 - 0 | Deportivo Saprissa     | Estadio "Fello" Meza    | 21 de septiembre | Teletica |

| Santos de Guápiles | 2 - 1 | CS Cartaginés             | Estadio Ebal Rodríguez   | 24 de septiembre | ExtraTV42 |
| Belén FC           | 0 - 0 | Pérez Zeledón             | Estadio Carlos Alvarado  | 24 de septiembre | Repretel  |
| AS Puma Generaleña | 1 - 1 | AD Carmelita              | Estadio "Fello" Meza     | 24 de septiembre | Teletica  |
| Deportivo Saprissa | 3 - 1 | Universidad de Costa Rica | Estadio Ricardo Saprissa | 24 de septiembre | Teletica  |
| CS Uruguay         | 0 - 1 | CS Herediano              | Estadio Coyella Fonseca  | 7 de octubre     | Repretel  |
| Limón FC           | 0 - 1 | LD Alajuelense            | Estadio Juan Gobán       | 23 de noviembre  | Repretel  |

| CS Herediano               | 2 - 0 | Santos de Guápiles     | Estadio Rosabal Cordero        | 27 de septiembre | Repretel  |
| Municipal de Pérez Zeledón | 4 - 2 | CS Uruguay de Coronado | Estadio Municipal              | 28 de septiembre | Teletica  |
| CS Cartaginés              | 1 - 0 | Limón FC               | Estadio "Fello" Meza           | 28 de septiembre | Teletica  |
| AD Carmelita               | 1 - 0 | Deportivo Saprissa     | Estadio Morera Soto            | 28 de septiembre | ExtraTV42 |
| Universidad de Costa Rica  | 2 - 1 | Belén FC               | Estadio Ecológico de Sabanilla | 28 de septiembre | Repretel  |
| LD Alajuelense             | 5 - 0 | AS Puma Generaleña     | Estadio Morera Soto            | 28 de septiembre | Repretel  |

| Santos de Guápiles | 1 - 2 | LD Alajuelense     | Estadio Ebal Rodríguez Aguilar | 4 de octubre | ExtraTV42 |
| Limón FC           | 0 - 0 | AD Carmelita       | Estadio Juan Gobán             | 4 de octubre | Repretel  |
| AS Puma Generaleña | 0 - 2 | Deportivo Saprissa | Estadio Municipal              | 5 de octubre | Teletica  |
| Universidad de CR  | 2 - 1 | Pérez Zeledón      | Estadio Coyella Fonseca        | 5 de octubre | Repretel  |
| CS Uruguay         | 0 - 1 | CS Cartaginés      | Estadio El Labrador            | 5 de octubre | Repretel  |
| Belén FC           | 2 - 2 | CS Herediano       | Estadio Rosabal Cordero        | 5 de octubre | Repretel  |

| Deportivo Saprissa | 2 - 0 | Limón FC           | Estadio Saprissa     | 12 de octubre   | Teletica  |
| AD Carmelita       | 0 - 3 | Santos de Guápiles | Estadio Morera Soto  | 12 de octubre   | ExtraTV42 |
| AS Puma Generaleña | 3 - 3 | Universidad de CR  | Estadio Municipal    | 12 de octubre   | Teletica  |
| LD Alajuelense     | 3 - 0 | CS Uruguay         | Estadio Morera Soto  | 12 de octubre   | Repretel  |
| CS Herediano       | 5 - 1 | Pérez Zeledón      | Estadio Morera Soto  | 22 de octubre   | Repretel  |
| CS Cartaginés      | 2 - 0 | Belén FC           | Estadio "Fello" Meza | 23 de noviembre | Teletica  |

| Pérez Zeledón      | 1 - 0 | CS Cartaginés      | Estadio Municipal       | 15 de octubre | Teletica  |
| CS Uruguay         | 0 - 0 | AD Carmelita       | Estadio El Labrador     | 15 de octubre | Repretel  |
| Santos de Guápiles | 0 - 1 | Deportivo Saprissa | Estadio Ebal Rodríguez  | 15 de octubre | ExtraTV42 |
| Limón FC           | 0 - 1 | AS Puma Generaleña | Estadio Juan Gobán      | 15 de octubre | Repretel  |
| Universidad de CR  | 0 - 0 | CS Herediano       | Estadio Coyella Fonseca | 15 de octubre | Repretel  |
| Belén FC           | 2 - 0 | LD Alajuelense     | Estadio Rosabal Cordero | 15 de octubre | Repretel  |

| Deportivo Saprissa | 2 - 1 | CS Uruguay         | Estadio Saprissa        | 18 de octubre  | Teletica  |
| LD Alajuelense     | 2 - 1 | Pérez Zeledón      | Estadio Morera Soto     | 18 de octubre  | Repretel  |
| AD Carmelita       | 2 - 0 | Belén FC           | Estadio Morera Soto     | 19 de octubre  | ExtraTV42 |
| CS Cartaginés      | 4 - 2 | CS Herediano       | Estadio "Fello" Meza    | 19 de octubre  | Teletica  |
| Limón FC           | 2 - 0 | Universidad de CR  | Estadio Juan Gobán      | 19 de octubre  | Repretel  |
| AS Puma Generaleña | 1 - 2 | Santos de Guápiles | Estadio Coyella Fonseca | 5 de noviembre | Teletica  |

| Santos de Guápiles | 0 - 2 | Limón FC           | Estadio Ebal Rodríguez  | 25 de octubre | ExtraTV42 |
| CS Herediano       | 1 - 0 | LD Alajuelense     | Estadio Rosabal Cordero | 25 de octubre | Repretel  |
| Pérez Zeledón      | 1 - 1 | AD Carmelita       | Estadio Municipal       | 26 de octubre | Teletica  |
| CS Uruguay         | 1 - 0 | AS Puma Generaleña | Estadio El Labrador     | 26 de octubre | Repretel  |
| Universidad de CR  | 1 - 1 | CS Cartaginés      | Estadio Coyella Fonseca | 26 de octubre | Repretel  |
| Belén FC           | 4 - 3 | Deportivo Saprissa | Estadio Rosabal Cordero | 26 de octubre | Repretel  |

| Santos de Guápiles | 2 - 1 | Universidad de CR | Estadio Ebal Rodríguez    | 29 de octubre   | ExtraTV42 |
| AS Puma Generaleña | 0 - 0 | Belén FC          | Estadio "Coyella" Fonseca | 29 de octubre   | Teletica  |
| Deportivo Saprissa | 4 - 1 | Pérez Zeledón     | Estadio Saprissa          | 29 de octubre   | Teletica  |
| LD Alajuelense     | 2 - 1 | CS Cartaginés     | Estadio Morera Soto       | 29 de octubre   | Repretel  |
| AD Carmelita       | 0 - 1 | CS Herediano      | Estadio Morera Soto       | 30 de octubre   | ExtraTV42 |
| Limón FC           | 1 - 1 | CS Uruguay        | Estadio Juan Gobán        | 19 de noviembre | Repretel  |

| Belén FC          | 1 - 0 | Limón FC           | Estadio Rosabal Cordero | 1 de noviembre | Repretel |
| CS Cartaginés     | 1 - 2 | AD Carmelita       | Estadio "Fello" Meza    | 2 de noviembre | Teletica |
| CS Uruguay        | 0 - 2 | Santos de Guápiles | Estadio El Labrador     | 2 de noviembre | Repretel |
| Pérez Zeledón     | 2 - 1 | AS Puma Generaleña | Estadio Municipal       | 2 de noviembre | Teletica |
| Universidad de CR | 0 - 0 | LD Alajuelense     | Estadio Coyella Fonseca | 2 de noviembre | Repretel |
| CS Herediano      | 3 - 2 | Deportivo Saprissa | Estadio Rosabal Cordero | 2 de noviembre | Repretel |

| Belén FC          | 4 - 2 | CS Uruguay         | Estadio Rosabal Cordero   | 8 de noviembre | Repretel |
| Universidad de CR | 0 - 0 | AD Carmelita       | Estadio "Coyella" Fonseca | 9 de noviembre | Repretel |
| LD Alajuelense    | 0 - 2 | Deportivo Saprissa | Estadio Nacional          | 9 de noviembre | Repretel |
| Pérez Zeledón     | 6 - 4 | Santos de Guápiles | Estadio Municipal         | 9 de noviembre | Teletica |
| CS Cartaginés     | 2 - 1 | AS Puma Generaleña | Estadio "Fello" Meza      | 9 de noviembre | Teletica |
| CS Herediano      | 3 - 0 | Limón FC           | Estadio Rosabal Cordero   | 9 de noviembre | Repretel |

| CS Uruguay         | 2 - 1 | Universidad de CR | Estadio El Labrador    | 12 de noviembre | Repretel  |
| Limón FC           | 1 - 2 | Pérez Zeledón     | Estadio Juan Gobán     | 12 de noviembre | Repretel  |
| AS Puma Generaleña | 1 - 4 | CS Herediano      | Estadio Municipal      | 12 de noviembre | Teletica  |
| AD Carmelita       | 0 - 2 | LD Alajuelense    | Estadio Morera Soto    | 12 de noviembre | ExtraTV42 |
| Santos de Guápiles | 1 - 2 | Belén FC          | Estadio Ebal Rodríguez | 20 de noviembre | ExtraTV42 |
| Deportivo Saprissa | 1 - 2 | CS Cartaginés     | Estadio Saprissa       | 26 de noviembre | Teletica  |

| CS Herediano      | 6 - 2 | CS Uruguay         | Estadio Rosabal Cordero | 15 de noviembre | Repretel  |
| CS Cartaginés     | 1 - 0 | Santos de Guápiles | Estadio "Fello" Meza    | 16 de noviembre | Teletica  |
| AD Carmelita      | 3 - 2 | AS Puma Generaleña | Estadio Morera Soto     | 16 de noviembre | ExtraTV42 |
| Pérez Zeledón     | 1 - 1 | Belén FC           | Estadio Municipal       | 16 de noviembre | Teletica  |
| Universidad de CR | 2 - 0 | Deportivo Saprissa | Estadio Coyella Fonseca | 16 de noviembre | Repretel  |
| LD Alajuelense    | 2 - 1 | Limón FC           | Estadio Morera Soto     | 16 de noviembre | Repretel  |

| Belén FC           | 1 - 1 | Universidad de CR | Estadio Carlos Alvarado | 30 de noviembre | Repretel  |
| CS Uruguay         | 1 - 0 | Pérez Zeledón     | Estadio El Labrador     | 30 de noviembre | Repretel  |
| Santos de Guápiles | 0 - 1 | CS Herediano      | Estadio Rosabal Cordero | 30 de noviembre | ExtraTV42 |
| Limón FC           | 2 - 4 | CS Cartaginés     | Estadio "Fello" Meza    | 30 de noviembre | Repretel  |
| AS Puma Generaleña | 1 - 2 | LD Alajuelense    | Estadio Municipal       | 30 de noviembre | Teletica  |
| Deportivo Saprissa | 2 - 1 | AD Carmelita      | Estadio Saprissa        | 30 de noviembre | Teletica  |

## Fase Final
|  | Seminales                                 | Seminales                                 | Seminales                                 | Seminales                                 | Seminales                                 |   |         | Final                               | Final                               | Final                               | Final                               | Final                               |  |
|  | (3 y 4 de diciembre y 7 y 8 de diciembre) | (3 y 4 de diciembre y 7 y 8 de diciembre) | (3 y 4 de diciembre y 7 y 8 de diciembre) | (3 y 4 de diciembre y 7 y 8 de diciembre) | (3 y 4 de diciembre y 7 y 8 de diciembre) |   |         | (14 de diciembre y 20 de diciembre) | (14 de diciembre y 20 de diciembre) | (14 de diciembre y 20 de diciembre) | (14 de diciembre y 20 de diciembre) | (14 de diciembre y 20 de diciembre) |  |
|  |                                           |                                           |                                           |                                           |                                           |   |         |                                     |                                     |                                     |                                     |                                     |  |
|  |                                           |                                           |                                           |                                           |                                           |   |         |                                     |                                     |                                     |                                     |                                     |  |
|  | 1                                         | LD Alajuelense                            | 0                                         | 1                                         | 1                                         |   |         |                                     |                                     |                                     |                                     |                                     |  |
|  | 1                                         | LD Alajuelense                            | 0                                         | 1                                         | 1                                         |   |         |                                     |                                     |                                     |                                     |                                     |  |
|  | 4                                         | Dep. Saprissa                             | 1                                         | 1                                         | 2                                         |   |         |                                     |                                     |                                     |                                     |                                     |  |
|  | 4                                         | Dep. Saprissa                             | 1                                         | 1                                         | 2                                         |   | Campeón | Dep.Saprissa                        | 4                                   | 1                                   | 5                                   |                                     |  |
|  |                                           |                                           |                                           |                                           |                                           |   | Campeón | Dep.Saprissa                        | 4                                   | 1                                   | 5                                   |                                     |  |
|  |                                           |                                           |                                           | CS Herediano                              | 2                                         | 1 | 3       |                                     |                                     |                                     |                                     |                                     |  |
|  | 2                                         | CS Herediano                              | 3                                         | CS Herediano                              | 2                                         | 1 | 3       | 0                                   | 3                                   |                                     |                                     |                                     |  |
|  | 2                                         | CS Herediano                              | 3                                         |                                           |                                           |   |         | 0                                   | 3                                   |                                     |                                     |                                     |  |
|  | 3                                         | CS Cartaginés                             | 2                                         | 0                                         | 2                                         |   |         |                                     |                                     |                                     |                                     |                                     |  |
|  | 3                                         | CS Cartaginés                             | 2                                         | 0                                         | 2                                         |   |         |                                     |                                     |                                     |                                     |                                     |  |
|  |                                           |                                           |                                           |                                           |                                           |   |         |                                     |                                     |                                     |                                     |                                     |  |

### Semifinales
| 4 de diciembre de 2014 | Deportivo Saprissa | 1:0 (0:0) | L.D. Alajuelense | Estadio Ricardo Saprissa Aymá, San Juan de Tibás           |                                                            |
|                        | Heiner Mora 90+1'  | Reporte   |                  | Asistencia: 18.328 espectadores Árbitro(s): Randall Poveda | Asistencia: 18.328 espectadores Árbitro(s): Randall Poveda |

| 8 de diciembre de 2014 | L.D. Alajuelense         | 1:1 (0:1) | Deportivo Saprissa | Estadio Alejandro Morera Soto, Alajuela, Alajuela          |                                                            |
|                        | José Guillermo Ortiz 61' | Reporte   | Deyver Vega 42'    | Asistencia: 15.341 espectadores Árbitro(s): Walter Quesada | Asistencia: 15.341 espectadores Árbitro(s): Walter Quesada |
| Ganador 1              |                          |           |                    |                                                            |                                                            |

| 3 de diciembre de 2014 | C.S. Cartaginés                      | 2:3 (0:2) | C.S. Herediano                         | Estadio José Rafael "Fello" Meza Ivancovich, Cartago, Cartago     |                                                                   |
|                        | Jameson Scott 63' · Kevin Vega 90+2' | Reporte   | Yendrick Ruiz 6' 81' · Víctor Núñez 8' | Asistencia: 5.129 espectadores Árbitro(s): Jeffrey Solís Calderón | Asistencia: 5.129 espectadores Árbitro(s): Jeffrey Solís Calderón |

| 7 de diciembre de 2014 | C.S. Herediano | 0:0     | C.S. Cartaginés | Estadio Eladio Rosabal Cordero, Heredia, Ciudad de Heredia |                                                           |
|                        |                | Reporte |                 | Asistencia: 4.900 espectadores Árbitro(s): Henry Bejarano  | Asistencia: 4.900 espectadores Árbitro(s): Henry Bejarano |
| Ganador 1              |                |         |                 |                                                            |                                                           |

### Final - Ida
| 1     | POR   | Danny Carvajal     |     |
| 19    | DEF   | Keilor Soto        |     |
| 27    | DEF   | Heiner Mora        |     |
| 13    | DEF   | Adolfo Machado     |     |
| 5     | DEF   | Alexander Robinson |     |
| 20    | MED   | David Guzmán       |     |
| 23    | MED   | Juan Bustos        | 75' |
| 25    | MED   | Manfred Russell    |     |
| 15    | MED   | Deyver Vega        | 87' |
| 9     | DEL   | Daniel Colindres   |     |
| 14    | DEL   | Ariel Rodríguez    | 59' |
| D. T. | D. T. | Jeaustin Campos    |     |

| 1     | POR   | Leonel Moreira   |     |
| 4     | DEF   | Cristian Montero |     |
| 18    | DEF   | Dave Myrie       |     |
| 21    | DEF   | Pablo Salazar    |     |
| 77    | DEF   | Verny Scott      | 45' |
| 80    | MED   | Francisco Calvo  |     |
| 5     | MED   | Esteban Granados |     |
| 28    | MED   | Gabriel Gómez    |     |
| 50    | MED   | Yosimar Arias    | 53' |
| 7     | DEL   | Yendrick Ruiz    |     |
| 23    | DEL   | Víctor Núñez     | 59' |
| D. T. | D. T. | Jafet Soto       |     |

| 2  | Defensa        | Jordan Smith  | 59' |
| 21 | Centrocampista | Diego Estrada | 75' |
| 7  | Delantero      | David Ramírez | 87' |

| 11 | Centrocampista | José Sánchez    | 45' |
| 14 | Delantero      | Antonio Pedroza | 53' |
| 29 | Centrocampista | Esteban Ramírez | 59' |

| 3' · 11' · 49' · 90+4' | Heiner Mora Ariel Rodríguez Juan Bustos Daniel Colindres | 1:0 2:0 3:1 4:2 |

| 28' · 67' | Yendrick Ruiz | 2:1 3:2 |

| 37' · 60' | Alexander Robinson David Guzmán |

| 41' · 61' · 84' · 84' | Yendrick Ruiz Gabriel Gómez Antonio Pedroza Esteban Granados |

| Principal  | Walter Quesada   |
| Asistentes | Warner Castro    |
|            | Mauricio Córdoba |
| Cuarto     | Jeffrey Solís    |

|                    |     | [[Archivo:\|border\|30px]] |
| Tiros              | 12  | 9                          |
| Tiros a puerta     | 8   | 5                          |
| Faltas             | 20  | 8                          |
| Saques de esquina  | 7   | 4                          |
| Penaltis           | 0   | 1                          |
| Fueras de juego    | 0   | 0                          |
| Posesión del balón | 52% | 48%                        |

| Alineación inicial |

| 1     | POR   | Danny Carvajal     |     |
| 19    | DEF   | Keilor Soto        |     |
| 27    | DEF   | Heiner Mora        |     |
| 13    | DEF   | Adolfo Machado     |     |
| 5     | DEF   | Alexander Robinson |     |
| 20    | MED   | David Guzmán       |     |
| 23    | MED   | Juan Bustos        | 75' |
| 25    | MED   | Manfred Russell    |     |
| 15    | MED   | Deyver Vega        | 87' |
| 9     | DEL   | Daniel Colindres   |     |
| 14    | DEL   | Ariel Rodríguez    | 59' |
| D. T. | D. T. | Jeaustin Campos    |     |

| 1     | POR   | Leonel Moreira   |     |
| 4     | DEF   | Cristian Montero |     |
| 18    | DEF   | Dave Myrie       |     |
| 21    | DEF   | Pablo Salazar    |     |
| 77    | DEF   | Verny Scott      | 45' |
| 80    | MED   | Francisco Calvo  |     |
| 5     | MED   | Esteban Granados |     |
| 28    | MED   | Gabriel Gómez    |     |
| 50    | MED   | Yosimar Arias    | 53' |
| 7     | DEL   | Yendrick Ruiz    |     |
| 23    | DEL   | Víctor Núñez     | 59' |
| D. T. | D. T. | Jafet Soto       |     |

| 2  | Defensa        | Jordan Smith  | 59' |
| 21 | Centrocampista | Diego Estrada | 75' |
| 7  | Delantero      | David Ramírez | 87' |

| 11 | Centrocampista | José Sánchez    | 45' |
| 14 | Delantero      | Antonio Pedroza | 53' |
| 29 | Centrocampista | Esteban Ramírez | 59' |

| 3' · 11' · 49' · 90+4' | Heiner Mora Ariel Rodríguez Juan Bustos Daniel Colindres | 1:0 2:0 3:1 4:2 |

| 28' · 67' | Yendrick Ruiz | 2:1 3:2 |

| 37' · 60' | Alexander Robinson David Guzmán |

| 41' · 61' · 84' · 84' | Yendrick Ruiz Gabriel Gómez Antonio Pedroza Esteban Granados |

| Principal  | Walter Quesada   |
| Asistentes | Warner Castro    |
|            | Mauricio Córdoba |
| Cuarto     | Jeffrey Solís    |

|                    |     | [[Archivo:\|border\|30px]] |
| Tiros              | 12  | 9                          |
| Tiros a puerta     | 8   | 5                          |
| Faltas             | 20  | 8                          |
| Saques de esquina  | 7   | 4                          |
| Penaltis           | 0   | 1                          |
| Fueras de juego    | 0   | 0                          |
| Posesión del balón | 52% | 48%                        |

| Alineación inicial |

| 1     | POR   | Danny Carvajal     |     |
| 19    | DEF   | Keilor Soto        |     |
| 27    | DEF   | Heiner Mora        |     |
| 13    | DEF   | Adolfo Machado     |     |
| 5     | DEF   | Alexander Robinson |     |
| 20    | MED   | David Guzmán       |     |
| 23    | MED   | Juan Bustos        | 75' |
| 25    | MED   | Manfred Russell    |     |
| 15    | MED   | Deyver Vega        | 87' |
| 9     | DEL   | Daniel Colindres   |     |
| 14    | DEL   | Ariel Rodríguez    | 59' |
| D. T. | D. T. | Jeaustin Campos    |     |

| 1     | POR   | Leonel Moreira   |     |
| 4     | DEF   | Cristian Montero |     |
| 18    | DEF   | Dave Myrie       |     |
| 21    | DEF   | Pablo Salazar    |     |
| 77    | DEF   | Verny Scott      | 45' |
| 80    | MED   | Francisco Calvo  |     |
| 5     | MED   | Esteban Granados |     |
| 28    | MED   | Gabriel Gómez    |     |
| 50    | MED   | Yosimar Arias    | 53' |
| 7     | DEL   | Yendrick Ruiz    |     |
| 23    | DEL   | Víctor Núñez     | 59' |
| D. T. | D. T. | Jafet Soto       |     |

| 2  | Defensa        | Jordan Smith  | 59' |
| 21 | Centrocampista | Diego Estrada | 75' |
| 7  | Delantero      | David Ramírez | 87' |

| 11 | Centrocampista | José Sánchez    | 45' |
| 14 | Delantero      | Antonio Pedroza | 53' |
| 29 | Centrocampista | Esteban Ramírez | 59' |

| 3' · 11' · 49' · 90+4' | Heiner Mora Ariel Rodríguez Juan Bustos Daniel Colindres | 1:0 2:0 3:1 4:2 |

| 28' · 67' | Yendrick Ruiz | 2:1 3:2 |

| 37' · 60' | Alexander Robinson David Guzmán |

| 41' · 61' · 84' · 84' | Yendrick Ruiz Gabriel Gómez Antonio Pedroza Esteban Granados |

| Principal  | Walter Quesada   |
| Asistentes | Warner Castro    |
|            | Mauricio Córdoba |
| Cuarto     | Jeffrey Solís    |

|                    |     | [[Archivo:\|border\|30px]] |
| Tiros              | 12  | 9                          |
| Tiros a puerta     | 8   | 5                          |
| Faltas             | 20  | 8                          |
| Saques de esquina  | 7   | 4                          |
| Penaltis           | 0   | 1                          |
| Fueras de juego    | 0   | 0                          |
| Posesión del balón | 52% | 48%                        |

| Alineación inicial |

| 1     | POR   | Danny Carvajal     |     |
| 19    | DEF   | Keilor Soto        |     |
| 27    | DEF   | Heiner Mora        |     |
| 13    | DEF   | Adolfo Machado     |     |
| 5     | DEF   | Alexander Robinson |     |
| 20    | MED   | David Guzmán       |     |
| 23    | MED   | Juan Bustos        | 75' |
| 25    | MED   | Manfred Russell    |     |
| 15    | MED   | Deyver Vega        | 87' |
| 9     | DEL   | Daniel Colindres   |     |
| 14    | DEL   | Ariel Rodríguez    | 59' |
| D. T. | D. T. | Jeaustin Campos    |     |

| 1     | POR   | Leonel Moreira   |     |
| 4     | DEF   | Cristian Montero |     |
| 18    | DEF   | Dave Myrie       |     |
| 21    | DEF   | Pablo Salazar    |     |
| 77    | DEF   | Verny Scott      | 45' |
| 80    | MED   | Francisco Calvo  |     |
| 5     | MED   | Esteban Granados |     |
| 28    | MED   | Gabriel Gómez    |     |
| 50    | MED   | Yosimar Arias    | 53' |
| 7     | DEL   | Yendrick Ruiz    |     |
| 23    | DEL   | Víctor Núñez     | 59' |
| D. T. | D. T. | Jafet Soto       |     |

| 2  | Defensa        | Jordan Smith  | 59' |
| 21 | Centrocampista | Diego Estrada | 75' |
| 7  | Delantero      | David Ramírez | 87' |

| 11 | Centrocampista | José Sánchez    | 45' |
| 14 | Delantero      | Antonio Pedroza | 53' |
| 29 | Centrocampista | Esteban Ramírez | 59' |

| 3' · 11' · 49' · 90+4' | Heiner Mora Ariel Rodríguez Juan Bustos Daniel Colindres | 1:0 2:0 3:1 4:2 |

| 28' · 67' | Yendrick Ruiz | 2:1 3:2 |

| 37' · 60' | Alexander Robinson David Guzmán |

| 41' · 61' · 84' · 84' | Yendrick Ruiz Gabriel Gómez Antonio Pedroza Esteban Granados |

| Principal  | Walter Quesada   |
| Asistentes | Warner Castro    |
|            | Mauricio Córdoba |
| Cuarto     | Jeffrey Solís    |

|                    |     | [[Archivo:\|border\|30px]] |
| Tiros              | 12  | 9                          |
| Tiros a puerta     | 8   | 5                          |
| Faltas             | 20  | 8                          |
| Saques de esquina  | 7   | 4                          |
| Penaltis           | 0   | 1                          |
| Fueras de juego    | 0   | 0                          |
| Posesión del balón | 52% | 48%                        |

| Alineación inicial |

### Final - Vuelta
| 20    | POR   | Daniel Cambronero      |     |
| 21    | DEF   | Pablo Salazar          |     |
| 80    | DEF   | Francisco Calvo        |     |
| 33    | DEF   | Alexander Larín        |     |
| 18    | DEF   | Dave Myrie             |     |
| 28    | MED   | Gabriel Gómez          | 45' |
| 5     | MED   | Óscar Esteban Granados |     |
| 11    | MED   | José Sánchez           | 75' |
| 29    | MED   | Esteban Ramírez        | 45' |
| 7     | DEL   | Yendrick Ruiz          |     |
| 23    | DEL   | Mambo Núñez            |     |
| D. T. | D. T. | Jafet Soto             |     |

| 1     | POR   | Danny Carvajal     |     |
| 3     | DEF   | Alexander Robinson |     |
| 19    | DEF   | Keilor Soto        |     |
| 13    | DEF   | Adolfo Machado     |     |
| 27    | DEF   | Heiner Mora        |     |
| 4     | MED   | Rafael Morales     |     |
| 20    | MED   | David Guzmán       |     |
| 25    | MED   | Manfred Russell    | 77' |
| 15    | MED   | Deyver Vega        | 70' |
| 7     | DEL   | David Ramírez      | 91' |
| 26    | DEL   | Daniel Colindres   |     |
| D. T. | D. T. | Jeaustin Campos    |     |

| 12 | Centrocampista | Antonio Pedroza | 45' |
| 13 | Delantero      | Verny Scott     | 45' |
| 14 | Delantero      | Brunet Hay      | 75' |

| 12 | Defensa        | Jordan Smith        | 70' |
| 13 | Centrocampista | Juan Bustos Golobio | 77' |
| 14 | Defensa        | Gabriel Badilla     | 91' |

| 59' | Pablo Salazar | 1:1 |

| 36' | Deyver Vega | 0:1 |

| 30' · 90' | Francisco Calvo Verny Scott |

| 31' · 39' · 65' · 68' · 89' · 90' | Manfred Russell David Guzmán Rafael Morales Deyver Vega David Ramírez Alexander Robinson |

| Principal  | Henry Bejarano   |
| Asistentes | Octavio Jara     |
|            | Carlos Fernández |
| Cuarto     | Randall Poveda   |

|                    | [[Archivo:\|border\|30px]] |     |
| Tiros              | 10                         | 7   |
| Tiros a puerta     | 3                          | 5   |
| Faltas             | 15                         | 13  |
| Saques de esquina  | 8                          | 5   |
| Penaltis           | 1                          | 0   |
| Fueras de juego    | 0                          | 0   |
| Posesión del balón | 48%                        | 52% |

| Alineación inicial |

| 20    | POR   | Daniel Cambronero      |     |
| 21    | DEF   | Pablo Salazar          |     |
| 80    | DEF   | Francisco Calvo        |     |
| 33    | DEF   | Alexander Larín        |     |
| 18    | DEF   | Dave Myrie             |     |
| 28    | MED   | Gabriel Gómez          | 45' |
| 5     | MED   | Óscar Esteban Granados |     |
| 11    | MED   | José Sánchez           | 75' |
| 29    | MED   | Esteban Ramírez        | 45' |
| 7     | DEL   | Yendrick Ruiz          |     |
| 23    | DEL   | Mambo Núñez            |     |
| D. T. | D. T. | Jafet Soto             |     |

| 1     | POR   | Danny Carvajal     |     |
| 3     | DEF   | Alexander Robinson |     |
| 19    | DEF   | Keilor Soto        |     |
| 13    | DEF   | Adolfo Machado     |     |
| 27    | DEF   | Heiner Mora        |     |
| 4     | MED   | Rafael Morales     |     |
| 20    | MED   | David Guzmán       |     |
| 25    | MED   | Manfred Russell    | 77' |
| 15    | MED   | Deyver Vega        | 70' |
| 7     | DEL   | David Ramírez      | 91' |
| 26    | DEL   | Daniel Colindres   |     |
| D. T. | D. T. | Jeaustin Campos    |     |

| 12 | Centrocampista | Antonio Pedroza | 45' |
| 13 | Delantero      | Verny Scott     | 45' |
| 14 | Delantero      | Brunet Hay      | 75' |

| 12 | Defensa        | Jordan Smith        | 70' |
| 13 | Centrocampista | Juan Bustos Golobio | 77' |
| 14 | Defensa        | Gabriel Badilla     | 91' |

| 59' | Pablo Salazar | 1:1 |

| 36' | Deyver Vega | 0:1 |

| 30' · 90' | Francisco Calvo Verny Scott |

| 31' · 39' · 65' · 68' · 89' · 90' | Manfred Russell David Guzmán Rafael Morales Deyver Vega David Ramírez Alexander Robinson |

| Principal  | Henry Bejarano   |
| Asistentes | Octavio Jara     |
|            | Carlos Fernández |
| Cuarto     | Randall Poveda   |

|                    | [[Archivo:\|border\|30px]] |     |
| Tiros              | 10                         | 7   |
| Tiros a puerta     | 3                          | 5   |
| Faltas             | 15                         | 13  |
| Saques de esquina  | 8                          | 5   |
| Penaltis           | 1                          | 0   |
| Fueras de juego    | 0                          | 0   |
| Posesión del balón | 48%                        | 52% |

| Alineación inicial |

| 20    | POR   | Daniel Cambronero      |     |
| 21    | DEF   | Pablo Salazar          |     |
| 80    | DEF   | Francisco Calvo        |     |
| 33    | DEF   | Alexander Larín        |     |
| 18    | DEF   | Dave Myrie             |     |
| 28    | MED   | Gabriel Gómez          | 45' |
| 5     | MED   | Óscar Esteban Granados |     |
| 11    | MED   | José Sánchez           | 75' |
| 29    | MED   | Esteban Ramírez        | 45' |
| 7     | DEL   | Yendrick Ruiz          |     |
| 23    | DEL   | Mambo Núñez            |     |
| D. T. | D. T. | Jafet Soto             |     |

| 1     | POR   | Danny Carvajal     |     |
| 3     | DEF   | Alexander Robinson |     |
| 19    | DEF   | Keilor Soto        |     |
| 13    | DEF   | Adolfo Machado     |     |
| 27    | DEF   | Heiner Mora        |     |
| 4     | MED   | Rafael Morales     |     |
| 20    | MED   | David Guzmán       |     |
| 25    | MED   | Manfred Russell    | 77' |
| 15    | MED   | Deyver Vega        | 70' |
| 7     | DEL   | David Ramírez      | 91' |
| 26    | DEL   | Daniel Colindres   |     |
| D. T. | D. T. | Jeaustin Campos    |     |

| 12 | Centrocampista | Antonio Pedroza | 45' |
| 13 | Delantero      | Verny Scott     | 45' |
| 14 | Delantero      | Brunet Hay      | 75' |

| 12 | Defensa        | Jordan Smith        | 70' |
| 13 | Centrocampista | Juan Bustos Golobio | 77' |
| 14 | Defensa        | Gabriel Badilla     | 91' |

| 59' | Pablo Salazar | 1:1 |

| 36' | Deyver Vega | 0:1 |

| 30' · 90' | Francisco Calvo Verny Scott |

| 31' · 39' · 65' · 68' · 89' · 90' | Manfred Russell David Guzmán Rafael Morales Deyver Vega David Ramírez Alexander Robinson |

| Principal  | Henry Bejarano   |
| Asistentes | Octavio Jara     |
|            | Carlos Fernández |
| Cuarto     | Randall Poveda   |

|                    | [[Archivo:\|border\|30px]] |     |
| Tiros              | 10                         | 7   |
| Tiros a puerta     | 3                          | 5   |
| Faltas             | 15                         | 13  |
| Saques de esquina  | 8                          | 5   |
| Penaltis           | 1                          | 0   |
| Fueras de juego    | 0                          | 0   |
| Posesión del balón | 48%                        | 52% |

| Alineación inicial |

| 20    | POR   | Daniel Cambronero      |     |
| 21    | DEF   | Pablo Salazar          |     |
| 80    | DEF   | Francisco Calvo        |     |
| 33    | DEF   | Alexander Larín        |     |
| 18    | DEF   | Dave Myrie             |     |
| 28    | MED   | Gabriel Gómez          | 45' |
| 5     | MED   | Óscar Esteban Granados |     |
| 11    | MED   | José Sánchez           | 75' |
| 29    | MED   | Esteban Ramírez        | 45' |
| 7     | DEL   | Yendrick Ruiz          |     |
| 23    | DEL   | Mambo Núñez            |     |
| D. T. | D. T. | Jafet Soto             |     |

| 1     | POR   | Danny Carvajal     |     |
| 3     | DEF   | Alexander Robinson |     |
| 19    | DEF   | Keilor Soto        |     |
| 13    | DEF   | Adolfo Machado     |     |
| 27    | DEF   | Heiner Mora        |     |
| 4     | MED   | Rafael Morales     |     |
| 20    | MED   | David Guzmán       |     |
| 25    | MED   | Manfred Russell    | 77' |
| 15    | MED   | Deyver Vega        | 70' |
| 7     | DEL   | David Ramírez      | 91' |
| 26    | DEL   | Daniel Colindres   |     |
| D. T. | D. T. | Jeaustin Campos    |     |

| 12 | Centrocampista | Antonio Pedroza | 45' |
| 13 | Delantero      | Verny Scott     | 45' |
| 14 | Delantero      | Brunet Hay      | 75' |

| 12 | Defensa        | Jordan Smith        | 70' |
| 13 | Centrocampista | Juan Bustos Golobio | 77' |
| 14 | Defensa        | Gabriel Badilla     | 91' |

| 59' | Pablo Salazar | 1:1 |

| 36' | Deyver Vega | 0:1 |

| 30' · 90' | Francisco Calvo Verny Scott |

| 31' · 39' · 65' · 68' · 89' · 90' | Manfred Russell David Guzmán Rafael Morales Deyver Vega David Ramírez Alexander Robinson |

| Principal  | Henry Bejarano   |
| Asistentes | Octavio Jara     |
|            | Carlos Fernández |
| Cuarto     | Randall Poveda   |

|                    | [[Archivo:\|border\|30px]] |     |
| Tiros              | 10                         | 7   |
| Tiros a puerta     | 3                          | 5   |
| Faltas             | 15                         | 13  |
| Saques de esquina  | 8                          | 5   |
| Penaltis           | 1                          | 0   |
| Fueras de juego    | 0                          | 0   |
| Posesión del balón | 48%                        | 52% |

| Alineación inicial |

|                                    |
| Deportivo Saprissa Campeonato #31. |
|                                    |

## Estadísticas

### Goleadores
Lista con los máximos goleadores de la FPD. Actualización: 8 de octubre de 2014.
| Pos. | Jugador            | Club                           | Goles | Penalti |
| ---- | ------------------ | ------------------------------ | ----- | ------- |
| 1º   | Yendrick Ruíz      | Club Sport Herediano           | 15    | 2       |
| 2º   | Fabrizio Ronchetti | Municipal Pérez Zeledón        | 10    | 1       |
| 2º   | Armando Alonso     | Liga Deportiva Alajuelense     | 10    | 0       |
| 4º   | Ariel F. Rodríguez | Deportivo Saprissa             | 8     | 0       |
| 5º   | Angelo Padilla     | Asociación Deportiva Carmelita | 7     | 4       |
| 5º   | Jonathan Moya      | CS Uruguay                     | 7     | 0       |
| 7º   | Jonathan Sibaja    | Club de Fútbol UCR             | 6     | 0       |
| 7º   | Leonardo Adams     | Belén FC                       | 6     | 0       |
| 7º   | Cristhian Lagos    | Santos de Guápiles             | 6     | 0       |
| 10º  | Carlos Hernández   | CS Cartaginés                  | 5     | 0       |
| 10º  | Carlos Saucedo     | Deportivo Saprissa             | 5     | 0       |
| 10º  | Alejandro Alpizar  | Municipal Pérez Zeledón        | 5     | 2       |

### Tripletas o pókers
Aquí se encuentra la lista de tripletas o hat-tricks y póker de goles (en general, tres o más goles anotados por un jugador en un mismo encuentro) convertidos en la temporada.
| Jugador       | Club                 | Adversario          | Resultado | Goles | Fecha      |
| ------------- | -------------------- | ------------------- | --------- | ----- | ---------- |
| Victor Nuñez  | Club Sport Herediano | AS Puma             | 5-0       |       | 21-09-2014 |
| Kenneth Dixon | Santos               | Pérez Zeledón       | 4-6       |       | 9-11-2014  |
| Yendrick Ruiz | Club Sport Herediano | Uruguay de Coronado | 6-2       |       | 15-11-2014 |

### Tarjetas amarillas
Lista con el Control de Tarjetas de la FPD, * Datos según la página oficial de la competición.
| Jugador        | Club   | Tarjeta |
| -------------- | ------ | ------- |
| Ismael Fuentes | Santos | 5       |
| Walter Chévez  | Santos | 5       |

- Actualizado el: 8 de octubre del 2014 al ser las 12:40 p.m.

### Tarjetas rojas
Lista con el Control de Tarjetas de la FPD, * Datos según la página oficial de la competición.
| Jugador             | Club        | Tarjeta |
| ------------------- | ----------- | ------- |
| Mauricio Nuñez      | Belén FC    | 2       |
| Verny Ramírez       | Carmelita   | 1       |
| Juan Gabriel Guzmán | Alajuelense | 1       |
| Esteban Maitland    | Limón FC    | 1       |
| Jesús Camacho       | Limón FC    | 1       |
| David Solano        | AS Puma     | 1       |
| Luis Peña           | AS Puma     | 1       |
| Jorge Ramírez       | UCR         | 1       |
| Víctor Coto         | UCR         | 1       |
| Andrés Moltanban    | Uruguay     | 1       |

- Actualizado el: 8 de octubre del 2014 al ser las 12:43 p.m.